# Péter Esterházy
Péter Esterházy (hongarès: Esterházy Péter)  (Budapest, 14 d'abril de 1950 - Budapest, 14 de juliol de 2016) va ser un escriptor hongarès. Va ser un dels escriptors hongaresos i centreeuropeus més coneguts de la seva època. Ha estat anomenat "figura principal de la literatura hongaresa del segle XX", els seus llibres es consideren contribucions importants a la literatura de postguerra.

## Biografia
Esterházy va néixer a Budapest el 14 d'abril de 1950, el fill gran de Mátyás Esterházy de Galántha (1919–1998) (Comte Esterházy fins a 1947, quan tots els títols i rangs van ser abolits) i Magdolna Mányoki (1916–1980). El seu avi patern va ser el comte Móric Esterházy (1881–1960), que va exercir breument com a Primer ministre d'Hongria el 1917. A través de la seva àvia paterna, la Comtessa Margit Károlyi (1896–1975), un dels seus avantpassats va ser el comte Gyula Károlyi (1871–1947), també Primer Ministre de 1931 a 1932. Péter tenia tres germans més joves, inclòs el futbolista internacional Márton Esterházy (nascut el 1956).
Esterházy va ser educat com a matemàtic i va començar a escriure en la dècada de 1970. És potser més conegut fora del seu país natal per les Harmonies Celestes (Harmonia Caelestis, 2000) que relata l'èpic ascens dels seus avantpassats durant l'Imperi austrohongarès fins a la seva desposessió sota el comunisme. La seva següent novel·la, Edició Revisada o Versió Corregida (Javított kiadás, 2002), que va aparèixer com a apèndix de l'obra anterior, tracta de quan va prendre consciència que el seu pare era informador de la policia secreta durant l'era comunista.
Després del canvi de règim el 1989, Péter Esterházy es va negar a acceptar la devolució de qualsevol terra o béns de valor nacionalitzats pels comunistes.
Moltes de les seves altres obres també s'ocupen de l'experiència de viure sota un règim comunista i en un país postcomunista. Va escriure en un estil que es pot caracteritzar com a postmodernista i la seva prosa va ser descrita per John Updike com "informal, al·lusiva, i escassa... hi ha vivesa, una esquerda elèctrica. Les frases són actives i concretes. Els detalls físics salten del murmuri d'ambivalència emocional". En un obituari publicat per Reuters, la seva tècnica literària es descriu com "fent servir un ritme de pas a pas, la seva escriptura es va concentrar en girs i sorpreses en lloc de línies narratives rectes, combinant experiències personals amb referències, cites i tots els matisos d'acudits del sarcasme a l'humor higiènic, a vegades incloent textos d'altres autors".
Les seves obres han estat publicades en més de 20 idiomes. Va rebre diverses distincions literàries a Hongria, inclòs el prestigiós Premi Kossuth el 1996, i va rebre premis pel seu treball a França, Àustria, Alemanya, Eslovènia i Polònia.
Va ser molt crític amb les tendències autoritàries de l'administració de Viktor Orbán, declarant que "Orbán no és un estadista" i que "el sistema Orbán és perjudicial per a Hongria. La nostra Democràcia no és liberal, la llibertat de premsa és limitada i la divisió del poder és insuficient".
Estava casat amb Margit Reén i tenia quatre fills.
L'octubre de 2015, es va fer públic que patia càncer de pàncrees. Va morir el 14 de juliol de 2016.

## Premis internacionals
- Orde de les Arts i les Lletres, França[11]
- Orde pel mèrit, Romania[12]
- Premi estatal austríac de literatura europea, Àustria[13]
- Premi Herder, Àustria i Alemanya[11]
- Premi Vilenica, Eslovènia[14]
- Premi a la Pau del Llibre Alemany Comerç, Alemanya[15]
- Premi Angelus, Polònia[16][17]
- Premio Mondello, Italy[18]
- Premi Internacional Masi Grosso d'Or Veneziano, Itàlia[19]

## Composició
- Deutsche Akademie für Sprache und Dichtung (Darmstadt)[20]
- Akademie der Künste (Berlín)[21]